# Hotel Avion
Hotel Avion je funkcionalistická budova stojící v centru Brna v České ulici. Je to spolu s vilou Tugendhat jedna ze dvou v seznamu národních kulturních památek zapsaných staveb tohoto architektonického stylu v celém Brně.
Hotel vznikl v roce 1928 podle plánů architekta Bohuslava Fuchse, který jej v letech 1926-1927 projektoval. Jako jeden z nejužších hotelů v Evropě je specifický velmi úzkou parcelou o šířce 8 metrů, na níž byl vystavěn, a tomu odpovídá i neobvykle řešený prostor.

## Historie
V devadesátých letech 19. století se v tehdejší Rudolfsgasse (po roce 1918 přejmenované na Česká) v č. 20 nacházel hostinec. Jeho pozdější majitel Ignác Kostelecký byl ještě v roce 1891 hostinským v Novém Městě na Moravě. Později, zřejmě v první polovině 90. let, přešel do Brna a po nějaké době zakoupil, přebudoval a přejmenoval hostinec na Rudolfsgasse č. 20 na Hostinec u Kosteleckých. Stalo se to nejpozději v roce 1898, jak dokládá zápis v matrice. Ve dvacátých letech byl hostinec U Kosteleckých místně oblíbenou a prosperující lokalitou.
Po smrti Ignáce Kosteleckého (~1923) zdědil hostinec na České ulici č. 20 jeho syn Miroslav. Díky otcově inspiraci a vlastní aktivitě zadal projekt přestavby hostince na hotel s restaurací, barem a kavárnou u architekta Bohuslava Fuchse. Stavba s průčelní frontou jen 8 metrů byla realizována v letech 1927–1928. Od počátku sloužila jako hotel s 50 pokoji, v přízemí byla kavárna a bar.
Dne 23. března 1964 byla budova zapsána na seznam nemovitých památek. Od 80. let probíhaly částečné opravy, při nichž však byly také necitlivými zásahy odstraněny prvky původního vybavení. Dlouhodobě se její stav zhoršoval.
Hotel v roce 2005 zakoupil od restituentů člen cirkusového rodu Stanislav Berousek. V roce 2010 byl hotel Avion zařazen na seznam národních kulturních památek České republiky. Majitel jej uzavřel k provedení rekonstrukce podle projektu architektky Evy Jiřičné. Nepodařilo se mu však shromáždit potřebné finance, např. v roce 2009 neúspěšně žádal o dotaci z Regionálního operačního programu Jihovýchod. Chtěl hotel i prodat, nenašel však kupce.

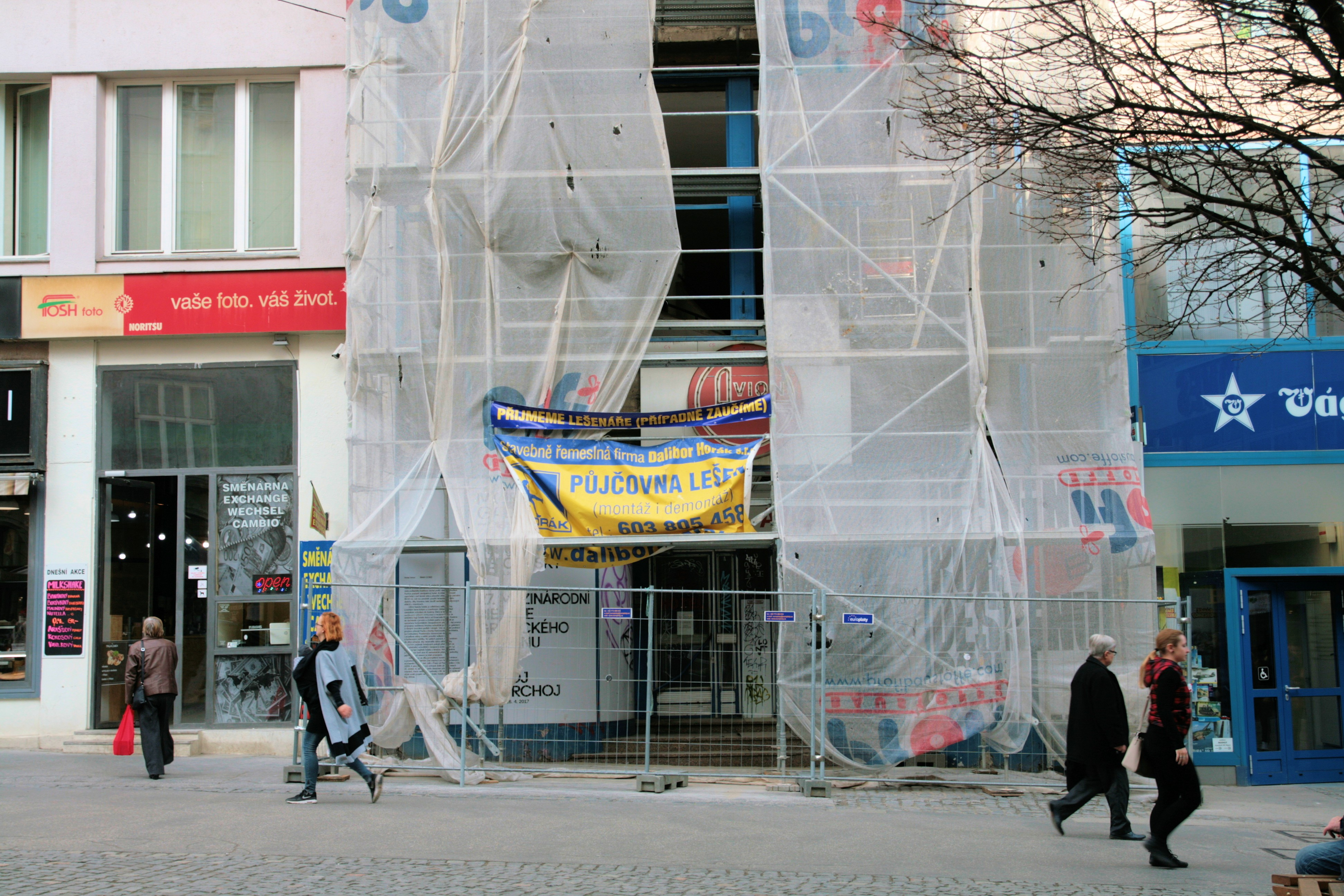
Rekonstrukce na jaře 2017

Počátkem srpna 2016 byl ohlášen záměr majitele hotelu Stanislava Berouska od podzimu téhož roku zahájit rekonstrukci. Kvůli finanční náročnosti však musel upustit od původně ambiciózního projektu Evy Jiřičné v odhadované ceně kolem 80 milionů korun. Podle záměru by se některé části měly přiblížit k původní podobě z roku 1928, zatímco jiné by mohly být modernizovány, nově by mělo vzniknout malé muzeum a vyhlídková terasa na střeše čtyřicetimetrové budovy.
Hotel prošel rekonstrukcí (2016 – 2022) pod taktovkou nových majitelů, kterými je slavná cirkusová rodina Berouskových. Jejich cílem bylo obnovit původní hotel s restaurací a kavárnou. Desetipatrový dům nabízí k ubytování 37 pokojů, z toho tři trojlůžkové a ostatní dvoulůžkové (celkem 70 lůžek). Avion však není otevřen jen pro hotelové hosty. V přízemí se lze osvěžit kávou či zákuskem v nové kavárně, ve které zároveň končí prohlídky muzea. To na fotografiích i v krátkém filmu připomene historii Avionu i architekta Bohuslava Fuchse.
Muzeum s vyhlídkou návštěvníci naleznou ve čtvrtém patře, ve výšce 40 metrů. Expozice přiblíží život a dílo funkcionalistického architekta Bohuslava Fuchse. Turisté mají možnost nahlédnout i do jednoho z pokojů, poté si užít vyhlídku z terasy v nejvyšším patře na celé Brno.

## Popis
Čtyřicet metrů vysoký a 34 metrů dlouhý objekt, při šířce 8 metrů, je vystavěn na železobetonové konstrukci. Sestává ze samostatně přístupných provozů: hotelové části s recepcí a kavárnou. Tu při úpravách v 2. polovině 20. století doplnila a téměř nahradila restaurace. Výrazným prvkem kavárenské části interiéru v prvních dvou patrech je schodiště s nauticky působícím zábradlím. Autorkou sochařské výzdoby je Magdalena Jetelová. Interiér prostorných hotelových pokojů využívá ve značné míře vestavěných skříní.
Hotelu pohledově dominuje fasáda s velkými okny; recepce je umístěna poblíž hlavního vchodu. Z vyšších pater se otvírá rozhled na Špilberk a katedrálu sv. Petra a Pavla na Petrově.